# Robert Charles Wilson

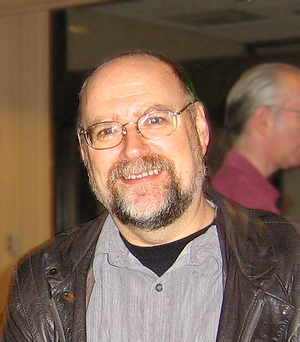
Robert Wilson

Robert Charles Wilson (* 15. Dezember 1953 in Whittier, Kalifornien) ist ein kanadischer Science-Fiction-Autor.

## Leben
Wilson wurde 1953 in Whittier im US-Bundesstaat Kalifornien geboren, wuchs jedoch in Kanada in der Nähe von Toronto auf. Abgesehen von einem weiteren kurzen Zeitraum, den er Anfang der 1970er Jahre in Whittler verbrachte, hat er in Kanada gewohnt: eine Zeit lang in Nanaimo, kurz in Vancouver, mittlerweile zusammen mit seiner Frau Sharry in Concord, einem verschlafenen Vorort von Vaughan, nördlich von Toronto.
Seine Bücher wurden von der New York Times mehrfach als bemerkenswert empfohlen („Notable Books of the Year“) und werden von seinen Lesern für die differenzierte Ausarbeitung der Protagonisten und die Verwendung sehr ungewöhnlicher Ideen aus dem Bereich der Hard-SF geschätzt.

## Auszeichnungen
- 1995: Philip K. Dick Award für Mysterium
- 1996: Aurora Award für The Perseids
- 1999: Aurora Award für Darwinia
- 2002: John W. Campbell Memorial Award für Die Chronolithen
- 2004:  Aurora Award für Blind Lake
- 2006: Hugo Award für Spin
- 2006: Geffen Award für Spin
- 2007: Grand Prix de l’Imaginaire für Spin
- 2007: Theodore Sturgeon Memorial Award für The Cartesian Theater
- 2007: Kurd-Laßwitz-Preis als Bestes ausländisches Werk für Spin
- 2009: Seiun Award für Spin
- 2018: Aurora Award Hall of Fame

## Werk

### Spin-Trilogie
- Spin, Tor 2005, ISBN 0-765-30938-6
  - Spin, Heyne 2006, Übersetzer Karsten Singelmann, ISBN 3-453-52200-1
- Axis, Tor 2007, ISBN 0-765-30939-4
  - Axis, Heyne 2008, Übersetzer Karsten Singelmann, ISBN 3-453-52335-0
- Vortex, Tor 2011, ISBN 978-0-7653-2342-2
  - Vortex, Heyne 2012, Übersetzer Marianne und P. H. Linckens, ISBN 978-3-453-52898-7

### Magic Time
- 3. Ghostlands, Eos / HarperCollins 2004, ISBN 0-06-105070-9 (mit Marc Scott Zicree)

### Einzelromane
- A Hidden Place, Bantam Spectra 1986, ISBN 0-553-26103-7
- Memory Wire, Bantam Spectra 1988, ISBN 0-553-26853-8
- Gypsies, Doubleday Foundation 1989, ISBN 0-385-24933-0
- The Divide, Doubleday Foundation 1990, ISBN 0-385-26655-3
- A Bridge of Years, Doubleday Foundation 1991, ISBN 0-385-41937-6
  - Bis ans Ende aller Zeit, Goldmann 1994, Übersetzer Michael Kubiak, ISBN 3-442-42012-1
  - auch: Chronos, Heyne 2008, ISBN 978-3-453-52448-4
- The Harvest, Bantam Spectra 1993, ISBN 0-553-09123-9
- Mysterium, Bantam Spectra 1994, ISBN 0-553-37365-X
- Darwinia, Tor 1998, ISBN 0-312-86038-2
  - Darwinia, Heyne 2002, Übersetzer Hendrik P. und Marianne Linckens, ISBN 3-453-19659-7
  - Neuveröffentlichung: Februar 2010, ISBN 978-3-453-52646-4
- Bios, Tor 1999, ISBN 0-312-86857-X
  - Bios, Heyne 2003, Übersetzer Hendrik P. und Marianne Linckens, ISBN 3-453-86360-7
- The Chronoliths, Tor 2001, ISBN 0-312-87384-0
  - Die Chronolithen, Heyne 2005, Übersetzer Hendrik P. und Marianne Linckens, ISBN 3-453-52105-6
- Blind Lake, Tor 2003, ISBN 0-765-30262-4
  - Quarantäne, Heyne 2007, Übersetzer Karsten Singelmann, ISBN 3-453-52316-4
- Julian Comstock: A Story of 22nd-Century America, Tor 2009, ISBN 978-0-7653-1971-5
  - Julian Comstock, Heyne 2009, Übersetzer Hendrik P. und Marianne Linckens, ISBN 978-3-453-52566-5
- Burning Paradise, Tor 2013, ISBN 978-0-7653-3261-5
  - Kontrolle, Heyne 2017, Übersetzer Friedrich Mader, ISBN 978-3-453-31658-4
- The Affinities, Tor 2015, ISBN 978-0-7653-3262-2
  - Netzwerk, Heyne 2017, Übersetzer Friedrich Mader, ISBN 978-3453316577
- Last Year, Tor 2016, ISBN 978-0-7653-3263-9

### Kurzgeschichtensammlung
- The Perseids and Other Stories, 2000

| - „The Fields of Abraham“, 2000 - „The Perseids“, 1995 - „The Inner Inner City“, 1997 - „The Observer“, 1998 - „Protocols of Consumption“, 1997 - „Ulysses Sees the Moon in the Bedroom Window“, 2000 - „Plato's Mirror“, 1999 - „Divided by Infinity“, 1998 - „Pearl Baby“, 2000 |

### Sonstige Kurzgeschichten
- „Equinocturne“, als Bob Chuck Wilson, 1975
- „Boulevard Life“, 1985
- „The Blue Gularis“, 1985
- „State of the Art“, 1985
- „A Knight of Antiquity“, 1986
- „Ballads in 3/4 Time“, 1987
- „Extras“, 1987
- „The Great Goodbye“, 2000
- „The Dryad's Wedding“, 2000
- „The Cartesian Theater“, 2006
- „Julian: A Christmas Story“, 2006
- „YFL-500“, 2007
- „This Peaceable Land; or, The Unbearable Vision of Harriet Beecher Stowe“, 2009
- „Utriusque Cosmi“, 2009
- „Fireborn“, 2012